# Peter Namberger
Peter Namberger (24 marzo 1963) è un ex sciatore alpino tedesco che gareggiò per la nazionale tedesca occidentale.

## Biografia
Specialista delle prove tecniche originario di Ruhpolding, in Coppa del Mondo Namberger ottenne il primo piazzamento il 6 gennaio 1985 a La Mongie in slalom speciale (13º) e il miglior risultato il 28 gennaio 1986 ad Adelboden in slalom gigante (7º), suo ultimo piazzamento nel circuito; l'anno dopo ai Mondiali di Crans-Montana 1987 nella medesima specialità si classificò 15º, suo unico piazzamento iridato. Non prese parte a rassegne olimpiche.

## Palmarès

### Coppa del Mondo
- Miglior piazzamento in classifica generale: 82º nel 1985

### Coppa Europa
- Miglior piazzamento in classifica generale: 7º nel 1990

### Campionati tedeschi
- 5 medaglie (dati parziali fino alla stagione 1985-1986)[1]:
  - 1 argento (slalom speciale nel 1987)
  - 4 bronzi (supergigante, slalom gigante nel 1988; slalom gigante, slalom speciale nel 1990)